# 岩滝町
岩滝町（いわたきちょう）は、かつて京都府の丹後半島にあった町。与謝郡に属した。丹後ちりめんで栄えた地域であり、過去数回にわたり宮津市との合併が検討されたが、ちりめん等により財政が豊かであったこともあり、長年単独町制を維持していた。
2006年3月1日、近隣の与謝郡加悦町・野田川町と新設合併し、与謝郡与謝野町となった。旧岩滝町役場が与謝野町役場本庁舎となっている。

## 地理
京都府北部に位置し、東と北を宮津市に接し、北西に京丹後市と、南西に野田川町と接していた。加悦谷の入り口に位置し、日本三景の一つである天橋立も眺めることができた。

## 歴史
歴史的に宮津市と強いつながりをもっているが、近年は商圏が変化し、京丹後市などとのつながりが強くなっている。1889年（明治22年）の明治の大合併以来合併しておらず、全国的にも珍しい例であった。2006年3月には加悦谷3町が合併して与謝野町となった。

### 年表
- 1889年（明治22年）4月1日：町村制の施行により、弓木村・岩滝村・男山村の区域をもって岩滝村が発足。
- 1921年（大正10年）4月1日：岩滝村が町制施行して岩滝町となる。当時の人口は4,283人。
- 1927年（昭和2年）3月7日：北丹後地震発生。約700戸のうち6割が倒壊または焼失した[1]。
- 1954年（昭和29年）6月1日：宮津町、栗田村、日置村、世屋村、養老村、日ケ谷村、府中村、吉津村が合併し、宮津市が発足。

※当初は岩滝町も合併協議に加わっていたが、経済的に自立可能であることなどを理由に次第に距離をとり始め、一方では阿蘇海（天橋立の内海）を囲む隣接二村（府中村、吉津村）と合併し「橋立町」を成立させようと模索するも、最終的には独立の道を選ぶ。
- 2006年（平成18年）3月1日：加悦谷3町で合併して与謝野町が発足し、岩滝町は消滅した。

## 産業

### 立地企業
- フクヤ2店舗
- 京都銀行岩滝支店
- 京都北都信用金庫岩滝中央支店

## 出身有名人
- 糸井嘉男 - プロ野球選手
- 潮哲也 - 俳優